# Рафаель Тсу
Рафае́ль Тсу (англ. Raphael Tsu) — американський науковець китайського походження. Спеціаліст у галузі штучних атомоподібних систем, створених технологічними методами інтегральної електроніки в напівпровідниках. Прізвище Тсу (Tsu) прийняв після переїзду на захід із Китаю, де мав прізвище Жу (Zhu). 
Тсу народився в Шанхаї в родині правовірних католиків (його дядько був єпископом). Коли він залишав Шанхай, то його дядько нагадав йому старе китайське прислів'я, що для досягнення успіху в житті необхідно мати правильні знаряддя. Спершу Тсу переїхав на навчання в Англію, а потім в США, де він і отримав ступінь доктора філософії в університеті штату Охіо. Там він зробив визначний вклад в розвиток квантової механіки другої половини 20-го століття, в галузі «штучних квантових систем в твердому тілі» (man-made quantum solids).
Після декількох років праці у відомій корпорації — Bell Labs, де він винайшов ультразвуковий підсилювач, він уже будучи професором, перебрався в IBM. Тут він став асистентом Лео Есакі, винахідника тунельного діода і нобелівського лауреата (1973). Тут і розпочалася його плідна кооперація з Есакі в галузі штучних квантових систем у твердому тілі, таких як: надрешітки та квантові ями.
Своїми чисельними теоретичними розробками професор Тсу доказав, що квантові стани існують і можуть бути визначені в багатошарових напівпровідниках, таких як надрешітки. В порівнянні з періодом природної ґратки в кристалі, період штучної надрешітки може бути набагато більшим, і звідси випливає мала величина хвильового вектора та кристалічного моменту (і енергій також). Він також вперше звернув увагу і передбачив існування "від'ємного диференційного опору"  в таких штучних матеріалах.

## Див.також
- Надрешітки